# Các đội tuyển bóng đá quốc gia Việt Nam năm 2009
Lịch và kết quả thi đấu của một số đội tuyển bóng đá quốc gia Việt Nam các cấp trong năm 2009. Đội tuyển quốc gia nam theo dự định sẽ được tập trung làm 4 đợt trong năm. Đợt một từ ngày mùng 6 cho đến ngày 22 tháng 1 để thi đấu vòng vòng loại Asian Cup 2011 gặp Liban và Trung Quốc; đợt hai từ ngày 26 tháng 5 cho đến mùng 1 tháng 6 để thi đấu một trận giao hữu quốc tế tại sân vận động Quốc gia Mỹ Đình; đợt ba từ ngày mùng 10 tháng 10 cho đến ngày mùng 2 tháng 11 để tham gia Cúp bóng đá Thành phố Hồ Chí Minh; đợt bốn từ ngày mùng 7 cho đến ngày 30 tháng 11 để thi đấu vòng vòng loại Asian Cup 2011 gặp Syria.

## Đội tuyển Việt Nam
| Ngày                                                             | Địa điểm                        | Đối thủ            | Tỉ số | Giải đấu                       | Cầu thủ ghi bàn                                                 | Chi tiết |
| ---------------------------------------------------------------- | ------------------------------- | ------------------ | ----- | ------------------------------ | --------------------------------------------------------------- | -------- |
| 14 tháng 01                                                      | Hà Nội, Việt Nam                | Liban              | 3 - 1 | Vòng loại Asian Cup 2011       | Nguyễn Minh Phương 12' · Lê Công Vinh 30' · Nguyễn Vũ Phong 70' | [ 2 ]    |
| 21 tháng 01                                                      | Hàng Châu, Trung Quốc           | Trung Quốc         | 1 - 6 | Vòng loại Asian Cup 2011       | Nguyễn Vũ Phong 10'                                             | [ 3 ]    |
| 14 tháng 05                                                      | Hà Nội, Việt Nam                | Olympiakos FC      | 1 - 0 | Giao hữu                       | Nguyễn Quang Hải 88'                                            | [ 4 ]    |
| 31 tháng 05                                                      | Thành phố Kuwait, Kuwait        | Kuwait             | 1 - 0 | Giao hữu                       | Nguyễn Trọng Hoàng 36'                                          | [ 5 ]    |
| 20 tháng 10                                                      | Thành phố Hồ Chí Minh, Việt Nam | Turkmenistan       | 1 - 0 | Cúp Thành phố Hồ Chí Minh 2009 | Nguyễn Quang Hải 58'                                            | [ 6 ]    |
| 22 tháng 10                                                      | Thành phố Hồ Chí Minh, Việt Nam | Sinh viên Hàn Quốc | 0 - 2 | Cúp Thành phố Hồ Chí Minh 2009 |                                                                 | [ 7 ]    |
| 24 tháng 10                                                      | Thành phố Hồ Chí Minh, Việt Nam | Singapore          | 2 - 2 | Cúp Thành phố Hồ Chí Minh 2009 | Nguyễn Quang Hải 17' · Vũ Như Thành 84' (pen)                   | [ 8 ]    |
| Việt Nam đạt hạng ba Cúp Thành phố Hồ Chí Minh 2009-Cúp SJC 2009 |                                 |                    |       |                                |                                                                 |          |
| 14 tháng 11                                                      | Hà Nội, Việt Nam                | Syria              | 0 - 1 | Vòng loại Asian Cup 2011       |                                                                 | [ 9 ]    |
| 18 tháng 11                                                      | Aleppo, Syria                   | Syria              | 0 - 0 | Vòng loại Asian Cup 2011       |                                                                 | [ 10 ]   |

## Đội tuyển U-23
| Ngày                                                             | Địa điểm         | Đối thủ         | Tỉ số | Giải đấu               | Cầu thủ ghi bàn                                                                                 | Chi tiết |
| ---------------------------------------------------------------- | ---------------- | --------------- | ----- | ---------------------- | ----------------------------------------------------------------------------------------------- | -------- |
| 20 tháng 10                                                      | Hà Nội, Việt Nam | Chunnam Dragons | 1 - 2 | Giao hữu               | Phan Thanh Hưng 47'                                                                             | [ 11 ]   |
| 5 tháng 11                                                       | Hà Nội, Việt Nam | U23.Singapore   | 1 - 0 | VFF-Smartdoor Cup 2009 | Phan Thanh Bình 36'                                                                             | [ 12 ]   |
| 7 tháng 11                                                       | Hà Nội, Việt Nam | U23.Trung Quốc  | 3 - 1 | VFF-Smartdoor Cup 2009 | Mai Tiến Thành 10' · Phạm Thành Lương 59' · Nguyễn Trọng Hoàng 90+2'                            | [ 13 ]   |
| 9 tháng 11                                                       | Hà Nội, Việt Nam | U23.Thái Lan    | 0 - 0 | VFF-Smartdoor Cup 2009 |                                                                                                 | [ 14 ]   |
| U23.Việt Nam vô địch Giải VFF-Smartdoor Cup 2009                 |                  |                 |       |                        |                                                                                                 |          |
| 2 tháng 12                                                       | Viêng Chăn, Lào  | U23.Thái Lan    | 1 - 1 | SEA Games 25           | Hoàng Đình Tùng 90' (pen)                                                                       | [ 15 ]   |
| 4 tháng 12                                                       | Viêng Chăn, Lào  | U23.Đông Timor  | 4 - 0 | SEA Games 25           | Mai Tiến Thành 54', 57', 67' · Phan Thanh Bình 62'                                              | [ 16 ]   |
| 6 tháng 12                                                       | Viêng Chăn, Lào  | U23.Malaysia    | 3 - 1 | SEA Games 25           | Phan Thanh Bình 11' (pen) · Mai Tiến Thành 24' · Nguyễn Trọng Hoàng 45+1'                       | [ 17 ]   |
| 11 tháng 12                                                      | Viêng Chăn, Lào  | U23.Campuchia   | 6 - 1 | SEA Games 25           | Phạm Thành Lương 10', 61' · Phan Thanh Hưng 42' · Hoàng Đình Tùng 62', 83' · Trần Mạnh Dũng 89' | [ 18 ]   |
| 14 tháng 12                                                      | Viêng Chăn, Lào  | U23.Singapore   | 4 - 1 | SEA Games 25           | Phan Thanh Bình 33' · Mai Tiến Thành 42' · Chu Ngọc Anh 68' · Nguyễn Ngọc Anh 94'               | [ 19 ]   |
| 17 tháng 12                                                      | Viêng Chăn, Lào  | U23.Malaysia    | 0 - 1 | SEA Games 25           |                                                                                                 | [ 20 ]   |
| U23.Việt Nam đạt huy chương bạc môn bóng đá nam tại SEA Games 25 |                  |                 |       |                        |                                                                                                 |          |

## Đội tuyển U-21
| Ngày                                                                          | Địa điểm             | Đối thủ        | Tỉ số | Giải đấu                                     | Cầu thủ ghi bàn                                | Chi tiết |
| ----------------------------------------------------------------------------- | -------------------- | -------------- | ----- | -------------------------------------------- | ---------------------------------------------- | -------- |
| 9 tháng 10                                                                    | Bình Dương, Việt Nam | U21.Singapore  | 2-3   | Giải bóng đá U21 Quốc tế báo Thanh niên 2009 | Nguyễn Ngọc Thông 13' · Bùi Văn Hiếu 56' (pen) | [ 21 ]   |
| 13 tháng 10                                                                   | Bình Dương, Việt Nam | U21.Thái Lan   | 0 - 0 | Giải bóng đá U21 Quốc tế báo Thanh niên 2009 |                                                | [ 22 ]   |
| 16 tháng 10                                                                   | Bình Dương, Việt Nam | U21.Trung Quốc | 2 - 3 | Giải bóng đá U21 Quốc tế báo Thanh niên 2009 | Nguyễn Thanh Nam 7' · Bùi Văn Hiếu 70'         | [ 23 ]   |
| 18 tháng 10                                                                   | Bình Dương, Việt Nam | U21.Singapore  | 2 - 1 | Giải bóng đá U21 Quốc tế báo Thanh niên 2009 | Nguyễn Thanh Nam 3', 8'                        | [ 24 ]   |
| U21.Việt Nam đạt huy chương đồng Giải bóng đá U21 Quốc tế báo Thanh niên 2009 |                      |                |       |                                              |                                                |          |

## Đội tuyển U-19
| Ngày | Địa điểm                        | Đối thủ        | Tỉ số             | Giải đấu                                     | Cầu thủ ghi bàn                                                         | Chi tiết |
| --- | ------------------------------- | -------------- | ----------------- | -------------------------------------------- | ----------------------------------------------------------------------- | -------- |
| 29 tháng 7 | Thành phố Hồ Chí Minh, Việt Nam | U19.Campuchia  | 2 - 1             | Giao hữu                                     | Hà Minh Tuấn Nguyễn Xuân Hải                                            |          |
| 4 tháng 8 | Thành phố Hồ Chí Minh, Việt Nam | U19.Malaysia   | 2 - 0             | Giải vô địch bóng đá U19 Đông Nam Á 2009     | Nguyễn Đình Bảo 48' · Nguyễn Văn Quyết 61'                              | [ 25 ]   |
| 6 tháng 8 | Thành phố Hồ Chí Minh, Việt Nam | U19.Myanmar    | 3 - 1             | Giải vô địch bóng đá U19 Đông Nam Á 2009     | Nguyễn Đình Bảo 59' · Hà Minh Tuấn 70' · Nguyễn Văn Quyết 89'           | [ 26 ]   |
| 8 tháng 8 | Thành phố Hồ Chí Minh, Việt Nam | U19.Đông Timor | 3 - 1             | Giải vô địch bóng đá U19 Đông Nam Á 2009     | Lê Quốc Phương 25', 81' · Trần Tuấn An 90+2'                            | [ 27 ]   |
| 10 tháng 8 | Thành phố Hồ Chí Minh, Việt Nam | U19.Úc         | 1 - 4             | Giải vô địch bóng đá U19 Đông Nam Á 2009     | Hà Minh Tuấn 26'                                                        | [ 28 ]   |
| 12 tháng 8 | Thành phố Hồ Chí Minh, Việt Nam | U19.Malaysia   | 3 - 0             | Giải vô địch bóng đá U19 Đông Nam Á 2009     | Nguyễn Đình Bảo 26' · Lê Quốc Phương 36' · Hà Minh Tuấn 71'             | [ 29 ]   |
| U19.Việt Nam đạt huy chương đồng Giải vô địch bóng đá U19 Đông Nam Á 2009                                                         |                                 |                |                   |                                              |                                                                         |          |
| 2 tháng 10 | Viêng Chăn, Lào                 | U23.Lào        | 2-2               | Giải Tiền SEAGames                           | Ngô Hoàng Thịnh 11' · Hà Minh Tuấn 49'                                  | [ 30 ]   |
| 4 tháng 10 | Viêng Chăn, Lào                 | U19.Malaysia   | 1-3               | Giải Tiền SEAGames                           | Nguyễn Đình Bảo 24'                                                     | [ 31 ]   |
| 6 tháng 10 | Viêng Chăn, Lào                 | U19.Thái Lan   | 1-3               | Giải Tiền SEAGames                           | Trịnh Duy Long 80'                                                      | [ 32 ]   |
| U19.Việt Nam đứng cuối bảng Giải bóng đá Tiền SEAGames 25                                                                         |                                 |                |                   |                                              |                                                                         |          |
| 11 tháng 10 | Bình Dương, Việt Nam            | U21.Malaysia   | 3 - 1             | Giải bóng đá U21 Quốc tế báo Thanh niên 2009 | Nguyễn Đình Bảo 17', 88' · Lê Quốc Phương 68'                           | [ 33 ]   |
| 13 tháng 10 | Bình Dương, Việt Nam            | U21.Trung Quốc | 3 - 4             | Giải bóng đá U21 Quốc tế báo Thanh niên 2009 | Nguyễn Tấn Tài 50' · Nguyễn Đình Bảo 52', 83'(pen)                      | [ 22 ]   |
| 16 tháng 10 | Bình Dương, Việt Nam            | U21.Singapore  | 0 - 0 6 - 5 (11m) | Giải bóng đá U21 Quốc tế báo Thanh niên 2009 |                                                                         | [ 34 ]   |
| 18 tháng 10 | Bình Dương, Việt Nam            | U21.Trung Quốc | 2 - 4             | Giải bóng đá U21 Quốc tế báo Thanh niên 2009 | Ngô Hoàng Thịnh 42' · Nguyễn Hải Huy 44'                                | [ 35 ]   |
| U19.Việt Nam đạt huy chương bạc Giải bóng đá U21 Quốc tế báo Thanh niên 2009                                                      |                                 |                |                   |                                              |                                                                         |          |
| 1 tháng 11 | Băng Cốc, Thái Lan              | U19.Lào        | 4 - 1             | Vòng loại U19 châu Á 2010                    | Nguyễn Đình Bảo 43', 45+1' · Nguyễn Hải Huy 45+2' · Ngô Hoàng Thịnh 50' | [ 36 ]   |
| 3 tháng 11 | Băng Cốc, Thái Lan              | U19.Bangladesh | 1 - 0             | Vòng loại U19 châu Á 2010                    | Hà Minh Tuấn 10'                                                        | [ 37 ]   |
| 6 tháng 11 | Băng Cốc, Thái Lan              | U19.Hàn Quốc   | 1 - 0             | Vòng loại U19 châu Á 2010                    | Hà Minh Tuấn 86'                                                        | [ 38 ]   |
| 8 tháng 11 | Băng Cốc, Thái Lan              | U19.Thái Lan   | 0 - 1             | Vòng loại U19 châu Á 2010                    |                                                                         | [ 39 ]   |
| 11 tháng 11 | Băng Cốc, Thái Lan              | U19.Ma Cao     | 3 - 0             | Vòng loại U19 châu Á 2010                    | Nguyễn Văn Quyết 4' · Trịnh Hoa Hùng 41' · Nguyễn Tấn Tài 80'           | [ 40 ]   |
| U19.Việt Nam đứng thứ 3 bảng E, đội thứ 3 tốt nhất của vùng Đông Á ở Vòng loại U19 châu Á 2010 và đoạt vé tham dự vòng chung kết. |                                 |                |                   |                                              |                                                                         |          |

## Đội tuyển U-16
| Ngày | Địa điểm           | Đối thủ            | Tỉ số | Giải đấu                  | Cầu thủ ghi bàn | Chi tiết |
| --- | ------------------ | ------------------ | ----- | ------------------------- | --- | -------- |
| 9 tháng 10 | Băng Cốc, Thái Lan | U16.Bắc Triều Tiên | 1 - 2 | Vòng loại U16 châu Á 2010 | Võ Ngọc Đức 50' | [ 41 ]   |
| 11 tháng 10 | Băng Cốc, Thái Lan | U16.Thái Lan       | 1 - 0 | Vòng loại U16 châu Á 2010 | Nguyễn Xuân Nam 75'                                                                                                 | [ 42 ]   |
| 14 tháng 10 | Băng Cốc, Thái Lan | U16.Campuchia      | 7 - 1 | Vòng loại U16 châu Á 2010 | Nguyễn Văn Núi 7', 21' · Nguyễn Anh Phong 24', 75' · Đặng Anh Tuấn 58' · Nguyễn Công Danh 68' · Lương Văn Hoàng 89' |          |
| 16 tháng 10 | Băng Cốc, Thái Lan | U16.Hàn Quốc       | 3 - 3 | Vòng loại U16 châu Á 2010 | Nguyễn Hạ Long 35' · Nguyễn Xuân Nam 54', 63'                                                                       | [ 43 ]   |
| 19 tháng 10 | Băng Cốc, Thái Lan | U16.Myanmar        | 0 - 0 | Vòng loại U16 châu Á 2010 | | [ 44 ]   |
| U16.Việt Nam xếp thứ 2 bảng G ở Vòng loại U16 châu Á 2010 và đoạt một trong 2 vé của bảng này để tham dự vòng chung kết. |                    |                    |       |                           | |          |

## Đội tuyển Futsal
| Ngày                                                                                            | Địa điểm                        | Đối thủ     | Tỉ số          | Giải đấu                                       | Cầu thủ ghi bàn | Chi tiết |
| ----------------------------------------------------------------------------------------------- | ------------------------------- | ----------- | -------------- | ---------------------------------------------- | --- | -------- |
| 8 tháng 6                                                                                       | Thành phố Hồ Chí Minh, Việt Nam | Philippines | 3 - 0          | Giải vô địch bóng đá trong nhà Đông Nam Á 2009 | Huỳnh Bá Tuấn 5' · Nguyễn Quốc Bình 25' · Nguyễn Bảo Quân 26' | [ 45 ]   |
| 10 tháng 6                                                                                      | Thành phố Hồ Chí Minh, Việt Nam | Đông Timor  | 21 - 1         | Giải vô địch bóng đá trong nhà Đông Nam Á 2009 | Huỳnh Bá Tuấn 2' · Hà Bảo Minh 5' · Ngô Anh Dũng 8', 10', 20', · 22', 24', 33' · Huỳnh Đông Kha 9', 16', 18', · 26', 27', 28' · Nguyễn Quốc Bình 11' · Nguyễn Bảo Quân 12', 31', 35' · Phạm Minh Giang 17', 32' | [ 46 ]   |
| 12 tháng 6                                                                                      | Thành phố Hồ Chí Minh, Việt Nam | Indonesia   | 3 - 3 8-7(pen) | Giải vô địch bóng đá trong nhà Đông Nam Á 2009 | Nguyễn Quốc Bình 20' · Nguyễn Bảo Quân 32', 37' | [ 47 ]   |
| 14 tháng 6                                                                                      | Thành phố Hồ Chí Minh, Việt Nam | Thái Lan    | 1 - 4          | Giải vô địch bóng đá trong nhà Đông Nam Á 2009 | Ngô Anh Dũng 38' | [ 48 ]   |
| Việt Nam đạt huy chương bạc Giải vô địch bóng đá trong nhà Đông Nam Á 2009                      |                                 |             |                |                                                | |          |
| 28 tháng 10                                                                                     | Thành phố Hồ Chí Minh, Việt Nam | Malaysia    | 2 - 8          | Đại hội Thể thao trong nhà châu Á 2009         | Nguyễn Bảo Quân 2', 32' | [ 49 ]   |
| 30 tháng 10                                                                                     | Thành phố Hồ Chí Minh, Việt Nam | Bahrain     | 4 - 4          | Đại hội Thể thao trong nhà châu Á 2009         | Nguyễn Hoàng Giang 25' (6m) · Nguyễn Trọng Thiện 25' · Trương Quốc Tuấn 33', 40' | [ 50 ]   |
| 1 tháng 11                                                                                      | Thành phố Hồ Chí Minh, Việt Nam | Jordan      | 3 - 6          | Đại hội Thể thao trong nhà châu Á 2009         | Huỳnh Bá Tuấn 5' · Nguyễn Hoàng Giang 25' · Trương Quốc Tuấn 35' | [ 51 ]   |
| Việt Nam dừng chân ở vòng bảng trong Đại hội Thể thao trong nhà châu Á 2009 (Đứng cuối bảng C). |                                 |             |                |                                                | |          |

## Đội tuyển nữ Việt Nam
| Ngày                                                               | Địa điểm                        | Đối thủ      | Tỉ số             | Giải đấu                              | Cầu thủ ghi bàn | Chi tiết |
| ------------------------------------------------------------------ | ------------------------------- | ------------ | ----------------- | ------------------------------------- | --- | -------- |
| 28 tháng 6                                                         | Thành phố Hồ Chí Minh, Việt Nam | Uzbekistan   | 4 - 0             | Giao hữu                              | Đoàn Thị Kim Chi 3' · Đỗ Thị Ngọc Châm 20', 33' · Lê Thị Oanh (1 bàn)                                                                      | [ 52 ]   |
| 4 tháng 7                                                          | Thành phố Hồ Chí Minh, Việt Nam | Kyrgyzstan   | 10 - 1            | Vòng loại Asian Cup 2010              | Đoàn Thị Kim Chi 10' · Đỗ Thị Ngọc Châm 22', 25', · 58', 62', 71', 88' · Nguyễn Thị Nga 29' · Nguyễn Thị Minh Nguyệt 59' · Lê Thị Oanh 83' | [ 53 ]   |
| 8 tháng 7                                                          | Thành phố Hồ Chí Minh, Việt Nam | Hồng Kông    | 7 - 0             | Vòng loại Asian Cup 2010              | Văn Thị Thanh 9', 23' · Đỗ Thị Ngọc Châm 11', 39', 70' · Đoàn Thị Kim Chi 56' · Nguyễn Thị Muôn 80'                                        | [ 54 ]   |
| Việt Nam đứng đầu Bảng C lọt vào Vòng chung kết Asian Cup 2010     |                                 |              |                   |                                       | |          |
| 17 tháng 10                                                        | Quảng Ninh, Việt Nam            | Lào          | 5 - 0             | Giải TKV 2009 (Giải Tiền SEAGames 25) | Nguyễn Thị Muôn 10' · Đoàn Thị Kim Chi 18' · Văn Thị Thanh 48' · Đỗ Thị Ngọc Châm 70', 75'                                                 | [ 55 ]   |
| 19 tháng 10                                                        | Quảng Ninh, Việt Nam            | TKS Việt Nam | 3 - 1             | Giải TKV 2009 (Giải Tiền SEAGames 25) | Lê Thị Thương 33' · Đoàn Thị Kim Chi 40', 84'                                                                                              | [ 56 ]   |
| 23 tháng 10                                                        | Quảng Ninh, Việt Nam            | Thái Lan     | 2 - 0             | Giải TKV 2009 (Giải Tiền SEAGames 25) | Đỗ Thị Ngọc Châm 24', 77' | [ 57 ]   |
| Việt Nam đạt Huy chương vàng Giải TKV 2009 (Giải Tiền SEAGames 25) |                                 |              |                   |                                       | |          |
| 6 tháng 12                                                         | Viêng Chăn, Lào                 | Malaysia     | 8 - 0             | SEA Games 25                          | Nguyễn Thị Muôn 19', 69' · Đoàn Thị Kim Chi 22', 88' · Trần Thị Kim Hồng 29' · Nguyễn Thị Minh Nguyệt 51', 63' · Văn Thị Thanh 74'         | [ 58 ]   |
| 8 tháng 12                                                         | Viêng Chăn, Lào                 | Myanmar      | 1 - 1             | SEA Games 25                          | Đoàn Thị Kim Chi 55' | [ 59 ]   |
| 11 tháng 12                                                        | Viêng Chăn, Lào                 | Thái Lan     | 2 - 2             | SEA Games 25                          | Nguyễn Thị Muôn 3' · Văn Thị Thanh 31' | [ 60 ]   |
| 13 tháng 12                                                        | Viêng Chăn, Lào                 | Lào          | 3 - 0             | SEA Games 25                          | Trần Thị Kim Hồng 15' (pen), 73' · Đoàn Thị Kim Chi 82'                                                                                    | [ 61 ]   |
| 16 tháng 12                                                        | Viêng Chăn, Lào                 | Thái Lan     | 0 - 0 3 - 0 (11m) | SEA Games 25                          | | [ 62 ]   |
| Việt Nam đạt Huy chương vàng Môn bóng đá nữ tại SEA Games 25       |                                 |              |                   |                                       | |          |

## Đội tuyển U-19 nữ
| Ngày                                                                                             | Địa điểm           | Đối thủ            | Tỉ số | Giải đấu                                | Cầu thủ ghi bàn            | Chi tiết |
| ------------------------------------------------------------------------------------------------ | ------------------ | ------------------ | ----- | --------------------------------------- | -------------------------- | -------- |
| 27 tháng 7                                                                                       | Hồ Bắc, Trung Quốc | U19.Trung Quốc     | 0 - 4 | Giao hữu                                |                            | [ 63 ]   |
| 2 tháng 8                                                                                        | Hồ Bắc, Trung Quốc | U19.Hàn Quốc       | 0 - 3 | Giải vô địch bóng đá U19 nữ châu Á 2009 |                            | [ 64 ]   |
| 4 tháng 8                                                                                        | Hồ Bắc, Trung Quốc | U19.Bắc Triều Tiên | 0 - 6 | Giải vô địch bóng đá U19 nữ châu Á 2009 |                            |          |
| 6 tháng 8                                                                                        | Hồ Bắc, Trung Quốc | U19.Thái Lan       | 2 - 1 | Giải vô địch bóng đá U19 nữ châu Á 2009 | Nguyễn Thị Nguyệt 10', 85' | [ 65 ]   |
| U19.Việt Nam đứng thứ 3 Bảng A Giải vô địch bóng đá U19 nữ châu Á 2009 và dừng chân ở vòng bảng. |                    |                    |       |                                         |                            |          |

## Đội tuyển U-16 nữ
| Ngày                                                         | Địa điểm        | Đối thủ         | Tỉ số  | Giải đấu                    | Cầu thủ ghi bàn | Chi tiết |
| ------------------------------------------------------------ | --------------- | --------------- | ------ | --------------------------- | --- | -------- |
| 10 tháng 10                                                  | Yangon, Myanmar | U16.Myanmar B   | 5 - 0  | Giải U16 nữ Đông Nam Á 2009 | Vũ Thị Thuý 4' · Phan Thị Trang 17', 30' · Nguyễn Thị Tuyết Dung 74' · Phạm Hải Yến 89'                                                       | [ 66 ]   |
| 12 tháng 10                                                  | Yangon, Myanmar | U16.Úc          | 0 - 5  | Giải U16 nữ Đông Nam Á 2009 | | [ 67 ]   |
| 14 tháng 10                                                  | Yangon, Myanmar | U16.Philippines | 11 - 0 | Giải U16 nữ Đông Nam Á 2009 | Hồ Thị Quỳnh (3 bàn) Nguyễn Thị Huế (3 bàn) Phan Thị Trang (2 bàn) Nguyễn Hương Ly (1 bàn) Nguyễn Thị Tuyết Dung (1 bàn) Phạm Hải Yến (1 bàn) | [ 68 ]   |
| 16 tháng 10                                                  | Yangon, Myanmar | U16.Thái Lan    | 0 - 3  | Giải U16 nữ Đông Nam Á 2009 | | [ 69 ]   |
| 18 tháng 10                                                  | Yangon, Myanmar | U16.Myanmar A   | 3 - 0  | Giải U16 nữ Đông Nam Á 2009 | Nguyễn Thị Tuyết Dung 46', 62' (pen) · Nguyễn Thị Huế 70'                                                                                     | [ 70 ]   |
| U16.Việt Nam đạt huy chương đồng Giải U16 nữ Đông Nam Á 2009 |                 |                 |        |                             | |          |

## Đội tuyển Futsal nữ
| Ngày                                                                         | Địa điểm                        | Đối thủ  | Tỉ số | Giải đấu                               | Cầu thủ ghi bàn                                                  | Chi tiết |
| ---------------------------------------------------------------------------- | ------------------------------- | -------- | ----- | -------------------------------------- | ---------------------------------------------------------------- | -------- |
| 28 tháng 10                                                                  | Thành phố Hồ Chí Minh, Việt Nam | Thái Lan | 1 - 6 | Đại hội Thể thao trong nhà châu Á 2009 | Đinh Thị Thuỳ Trang 8'                                           | [ 71 ]   |
| 30 tháng 10                                                                  | Thành phố Hồ Chí Minh, Việt Nam | Malaysia | 3 - 0 | Đại hội Thể thao trong nhà châu Á 2009 | Nguyễn Thị Lan 8' · Nguyễn Thị Mỹ Kim 26' · Nguyễn Thị Thành 32' | [ 72 ]   |
| 1 tháng 11                                                                   | Thành phố Hồ Chí Minh, Việt Nam | Jordan   | 2 - 3 | Đại hội Thể thao trong nhà châu Á 2009 | Nguyễn Thị Duyên 25' · Nguyễn Thị Thành 39' (10m)                | [ 73 ]   |
| Việt Nam dừng chân ở vòng bảng trong Đại hội Thể thao trong nhà châu Á 2009. |                                 |          |       |                                        |                                                                  |          |

## Cầu thủ khoác áo đội tuyển quốc gia trong năm
- Cập nhật ngày 02 tháng 12 năm 2009.

Huấn luyện viên trưởng:  Henrique Calisto
| Số       | Vt | Cầu thủ            | Ngày sinh (tuổi)     | Số trận | Câu lạc bộ                         |
| -------- | -- | ------------------ | -------------------- | ------- | ---------------------------------- |
| Thủ môn  |    |                    |                      |         |                                    |
| -        |    | Đinh Hoàng La      | 20 tháng 10 năm 1979 | 02 (0)  | XM The Vissai Ninh Bình            |
| -        |    | Dương Hồng Sơn     | 20 tháng 11 năm 1982 | 05 (0)  | T&T Hà Nội                         |
| -        |    | Trần Đức Cường     | 20 tháng 05, 1985    | 01 (0)  | SHB Đà Nẵng                        |
| -        |    | Bùi Tấn Trường     | 19 tháng 02, 1986    | 01 (0)  | TĐCS Đồng Tháp                     |
| Hậu vệ   |    |                    |                      |         |                                    |
| -        |    | Lê Phước Tứ        | 15 tháng 04, 1984    | 06 (0)  | Thể Công                           |
| -        |    | Nguyễn Minh Đức    | 14 tháng 09, 1983    | 08 (0)  | Sông Lam Nghệ An Xi măng Hải Phòng |
| -        |    | Huỳnh Quang Thanh  | 04 tháng 06, 1984    | 03 (0)  | Becamex Bình Dương                 |
| -        |    | Vũ Như Thành       | 28 tháng 08, 1981    | 08 (1)  | Becamex Bình Dương                 |
| -        |    | Đoàn Việt Cường    | 03 tháng 06, 1985    | 08 (0)  | TĐCS Đồng Tháp Hoàng Anh Gia Lai   |
| -        |    | Trần Văn Học       | 1987                 | 02 (0)  | SHB Đà Nẵng                        |
| -        |    | Chu Ngọc Anh       | 09 tháng 01, 1989    | 02 (0)  | GM Mikado Nam Định                 |
| -        |    | Trương Đình Luật   | 1983                 | 04 (0)  | Quân khu 4                         |
| -        |    | Đào Văn Phong      | 1984                 | 03 (0)  | Khatoco Khánh Hoà                  |
| -        |    | Võ Hoàng Quảng     | 02 tháng 05, 1987    | 03 (0)  | T&T Hà Nội                         |
| Tiền vệ  |    |                    |                      |         |                                    |
| -        |    | Lê Tấn Tài         | 04 tháng 01, 1984    | 07 (0)  | Khatoco Khánh Hòa                  |
| -        |    | Nguyễn Minh Châu   | 09 tháng 01, 1985    | 07 (0)  | Xi măng Hải Phòng                  |
| -        |    | Nguyễn Vũ Phong    | 06 tháng 02, 1985    | 05 (2)  | Becamex Bình Dương                 |
| -        |    | Nguyễn Minh Phương | 05 tháng 07, 1980    | 06 (1)  | Đồng Tâm Long An                   |
| -        |    | Phan Văn Tài Em    | 23 tháng 04, 1982    | 02 (0)  | Đồng Tâm Long An                   |
| -        |    | Phạm Thành Lương   | 10 tháng 09, 1988    | 06 (0)  | Hà Nội ACB                         |
| -        |    | Đinh Hoàng Max     | 06 tháng 06, 1986    | 02 (0)  | XM The Vissai Ninh Bình            |
| -        |    | Nguyễn Trọng Hoàng | 14 tháng 04, 1989    | 05 (1)  | Sông Lam Nghệ An                   |
| -        |    | Trần Duy Quang     | 1978                 | 03 (0)  | Hoàng Anh Gia Lai                  |
| -        |    | Nguyễn Thái Dương  | 10 tháng 12 năm 1988 | 01 (0)  | Hoàng Anh Gia Lai                  |
| -        |    | Vũ Anh Tuấn        | 1987                 | 01 (0)  | TĐCS Đồng Tháp                     |
| -        |    | Phan Thanh Hưng    | 14 tháng 1 năm 1987  | 03 (0)  | SHB Đà Nẵng                        |
| Tiền đạo |    |                    |                      |         |                                    |
| -        |    | Nguyễn Việt Thắng  | 13 tháng 09, 1981    | 09 (0)  | Đồng Tâm Long An                   |
| -        |    | Nguyễn Quang Hải   | 01 tháng 11 năm 1985 | 08 (3)  | Khatoco Khánh Hòa                  |
| -        |    | Lê Công Vinh       | 10 tháng 12 năm 1985 | 04 (1)  | Leixões SC T&T Hà Nội              |
| -        |    | Phan Thanh Bình    | 01 tháng 11 năm 1986 | 02 (0)  | Hoàng Anh Gia Lai                  |
| -        |    | Huỳnh Kesley Alves | 11 tháng 11 năm 1980 | 01 (0)  | Becamex Bình Dương                 |
| -        |    | Lê Sỹ Mạnh         |                      | 03 (0)  | XM The Vissai Ninh Bình            |
| -        |    | Trần Mạnh Dũng     | 09 tháng 03, 1990    | 01 (0)  | GM Mikado Nam Định                 |

### Cầu thủ được sử dụng từng trận
|                    | 14/01 | 21/01 | 14/05 | 31/05 | 20/10 | 22/10 | 24/10 | 14/11 | 18/11  | Tổng cộng |
| ------------------ | ----- | ----- | ----- | ----- | ----- | ----- | ----- | ----- | ------ | --------- |
| Thủ môn            |       |       |       |       |       |       |       |       |        |           |
| Dương Hồng Sơn     |       | –     | –     | –     |       |       |       |       | –      | 5         |
| Đinh Hoàng La      | –     | –     |       |       | –     | –     | –     | –     | –      | 2         |
| Trần Đức Cường     | –     |       | –     | –     | –     | –     | –     | –     | –      | 1         |
| Bùi Tấn Trường     | –     | –     | –     | –     | –     | –     | –     | –     |        | 1         |
| Hậu vệ             |       |       |       |       |       |       |       |       |        |           |
| Nguyễn Minh Đức    |       |       |       |       |       |       |       | –     |        | 8         |
| Vũ Như Thành       |       |       | –     |       |       |       |       |       |        | 8         |
| Đoàn Việt Cường    |       |       | –     |       |       |       |       |       |        | 8         |
| Lê Tấn Tài         |       |       |       | –     |       |       |       |       | –      | 7         |
| Lê Phước Tứ        |       |       |       |       | –     | –     | –     |       |        | 6         |
| Trương Đình Luật   | –     | –     |       | –     |       |       |       | –     | –      | 4         |
| Huỳnh Quang Thanh  |       |       | –     |       | –     | –     | –     | –     | –      | 3         |
| Đào Văn Phong      | –     | –     | –     | –     |       |       |       | –     | –      | 3         |
| Chu Ngọc Anh       | –     |       |       | –     | –     | –     | –     | –     | –      | 2         |
| Trần Văn Học       | –     | –     |       |       | –     | –     | –     | –     | –      | 2         |
| Võ Hoàng Quãng     | –     | –     | –     | –     | –     | –     | –     |       |        | 2         |
| Tiền vệ            |       |       |       |       |       |       |       |       |        |           |
| Nguyễn Minh Châu   |       |       |       | –     |       |       |       | –     |        | 7         |
| Nguyễn Minh Phương |       |       | –     | –     |       |       |       |       | –      | 6         |
| Phạm Thành Lương   | –     | –     |       |       | –     |       |       |       |        | 6         |
| Nguyễn Vũ Phong    |       |       | –     |       | –     | –     | –     |       |        | 5         |
| Nguyễn Trọng Hoàng | –     | –     |       |       | –     |       |       | –     |        | 5         |
| Trần Duy Quang     | –     | –     |       | –     |       | –     | –     |       | –      | 3         |
| Phan Thanh Hưng    | –     | –     | –     | –     | –     |       |       | –     |        | 3         |
| Phan Văn Tài Em    |       |       | –     | –     | –     | –     | –     | –     | –      | 2         |
| Đinh Hoàng Max     | –     | –     |       |       | –     | –     | –     | –     | –      | 2         |
| Vũ Anh Tuấn        | –     | –     | –     |       | –     | –     | –     | –     | –      | 1         |
| Nguyễn Thái Dương  | –     | –     | –     |       | –     | –     | –     | –     | –      | 1         |
| Tiền đạo           |       |       |       |       |       |       |       |       |        |           |
| Nguyễn Việt Thắng  |       |       |       |       |       |       |       |       |        | 9         |
| Nguyễn Quang Hải   |       |       |       |       |       | –     |       |       |        | 8         |
| Lê Công Vinh       |       | –     |       | –     | –     | –     | –     |       |        | 4         |
| Lê Sỹ Mạnh         | –     | –     | –     | –     |       |       |       | –     | –      | 3         |
| Phan Thanh Bình    | –     | –     |       |       | –     | –     | –     | –     | –      | 2         |
| Huỳnh Kesley Alves | –     | –     | –     |       | –     | –     | –     | –     | –      | 1         |
| Trần Mạnh Dũng     | –     | –     | –     | –     | –     | –     |       | –     | –      | 1         |
| Nguồn              |       |       |       |       |       |       |       |       |        |           |
|                    | [ 2 ] | [ 3 ] | [ 4 ] | [ 5 ] | [ 6 ] | [ 7 ] | [ 8 ] | [ 9 ] | [ 10 ] |           |